# 판도좌랑
판도좌랑(版圖佐郞)는 고려 시대의 정6품의 관직이다.

## 정의
고려시대 정6품 하계 문관의 품계.

## 내용
고려 후기 호구(戶口)•공부(貢賦)•전량(錢糧) 등에 관한 사무를 관장하던 판도사(版圖司) 소속의 정6품 관직명이다.

## 참고 문헌
『고려사(高麗史)』